# كوهي تاكانو
كوهي تاكانو (باليابانية: 高野 耕平) (مواليد 3 أبريل 1985)، هو لاعب كرة قدم ياباني سابق كان يلعب كمدافع.

## وصلات خارجية
- كوهي تاكانو على موقع رابطة كرة القدم اليابانية للمحترفين (اليابانية)
- كوهي تاكانو على موقع قاعدة بيانات كرة القدم.إي يو (الإنجليزية)
- كوهي تاكانو على موقع Soccerway.com (الإنجليزية)